# Szack (Białoruś)
Szack (biał. Шацк) – wieś (dawniej miasteczko) na Białorusi w obwodzie mińskim, w rejonie puchowickim.
Dawniej należało do powiatu ihumeńskiego.Einsatzkommando 3

## Historia
Podczas okupacji hitlerowskiej, we wrześniu 1941 roku Niemcy utworzyli getto dla żydowskich mieszkańców. Przebywało w nim około 400 osób. W październiku 1941 roku Niemcy zlikwidowali getto, a Żydów zamordowano. Sprawcami zbrodni byli żołnierze z Einsatzkommando 3. 